# 卡默勒·佐尔坦
卡默勒·佐尔坦（匈牙利語：Kammerer Zoltán，1978年3月10日—），匈牙利男子皮划艇运动员。他曾代表匈牙利参加1996年、2000年、2004年、2008年和2012年夏季奥林匹克运动会皮划艇比赛，共获得三枚金牌和一枚银牌。